# Металлург (стадион, Кривой Рог)
 Стадион «Металлург» (укр. Стадіо́н «Металу́рг») — многофункциональный стадион в городе Кривой Рог, вместимостью 29 783 человека.
Является домашней ареной футбольного клуба «Кривбасс».
Расположен на Соцгороде, около станции «Проспект Металлургов» Криворожского метро.

## История
Стадион был построен и открыт в 1970 году.
На стадионе проводил матчи футбольный клуб «Кривбасс».
В 1999 году, к 225-летию Кривого Рога, стадион был реконструирован. Согласно требованиям УЕФА, на стадионе были установлены индивидуальные пластиковые сиденья. 

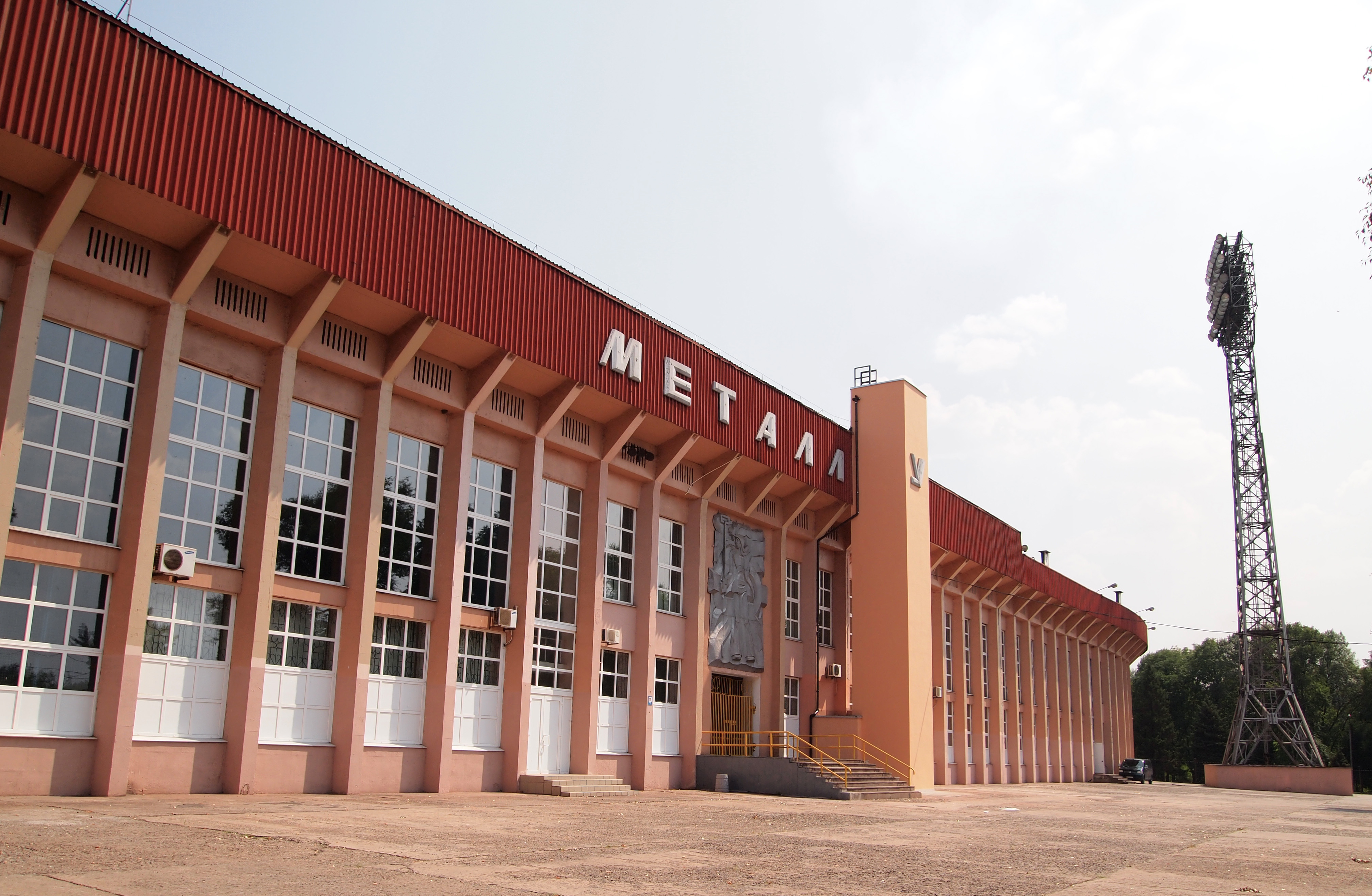
Общий вид стадиона

14 мая 2006 года на стадионе прошёл единственный в истории украинского футбола «золотой матч», победу в котором одержал донецкий «Шахтёр», обыграв в дополнительное время киевское «Динамо» со счетом 2:1, на 100-й минуте золотой гол забил Джулиус Агахова.
3 августа 2013 года на стадионе дебютировал другой криворожский клуб «Горняк», который стал единственным представителем городского футбола на профессиональной арене и впоследствии ребрендирован в «Кривбасс». 
В апреле 2020 года стартовала реконструкция стадиона. 
В январе 2021 года в рамках программы Президента Украины Владимира Зеленского «Большое строительство» начата масштабная реконструкция стадиона "Металлург", в ходе которой, строительной компанией СТРОЙИНВЕСТ было снесено южную, западную и северную трибуны и начато строительство основы новых трибун, а также начата реконструкция восточной трибуны.